# Crypsotidia glaucata
Crypsotidia glaucata är en fjärilsart som beskrevs av Holland 1897. Crypsotidia glaucata ingår i släktet Crypsotidia och familjen nattflyn. Inga underarter finns listade i Catalogue of Life.